# Quint Anici Faust
Quint Anici Faust (llatí: Quintus Anicius Faustus), va florir a finals del segle ii i principis del III. Va ser un militar i senador romà que va ser nomenat cònsol sufecte l'any 198.
Nascut a Uzappa, a la província de Numídia, o potser a Praeneste al Laci, es creu que Anici Faust era possiblement el fill d'un Sextus Anicius Saturninus i de Seia Màxima. Era membre de la gens Anícia. Faust va ser nomenat Legatus Augusti pro praetore o Legat imperial de la província de Numídia per l'emperador Septimi Sever, càrrec que va ocupar des de l'any 197 fins al 217. Durant aquest temps va construir diverses fortaleses defensives al Limes Tripolitanus, la zona fronterera entre Tunísia i Líbia, i també al sud de Numídia i a la Tripolitana, per tal de protegir la província dels atacs de les tribus nòmades.
Anici Faust va ser nomenat consul suffectus en absència l'any 198, mentre servia a Numídia. A continuació va ser nomenat Legatus Augusti pro praetore de Mèsia Superior, càrrec del qual en va prendre possessió probablement entre l'any 202 i el 205. Després va perdre el favor de Septimi Sever, i de l'emperador Caracal·la, segurament per la seva relació amb Plaucià, que va ser executat per conspirar contra la Dinastia Severa. No va ser fins al regnat de Macrí que va tornar a la política activa, quan va ser nomenat governador proconsular d'Àsia, succeint Juli Àsper, càrrec que va ocupar durant dos anys consecutius, des de l'any 217 al 219. La pròrroga del seu mandat es va fer per humiliar Marc Aufidi Frontó, enemic de Macrí.